# Pièce humide

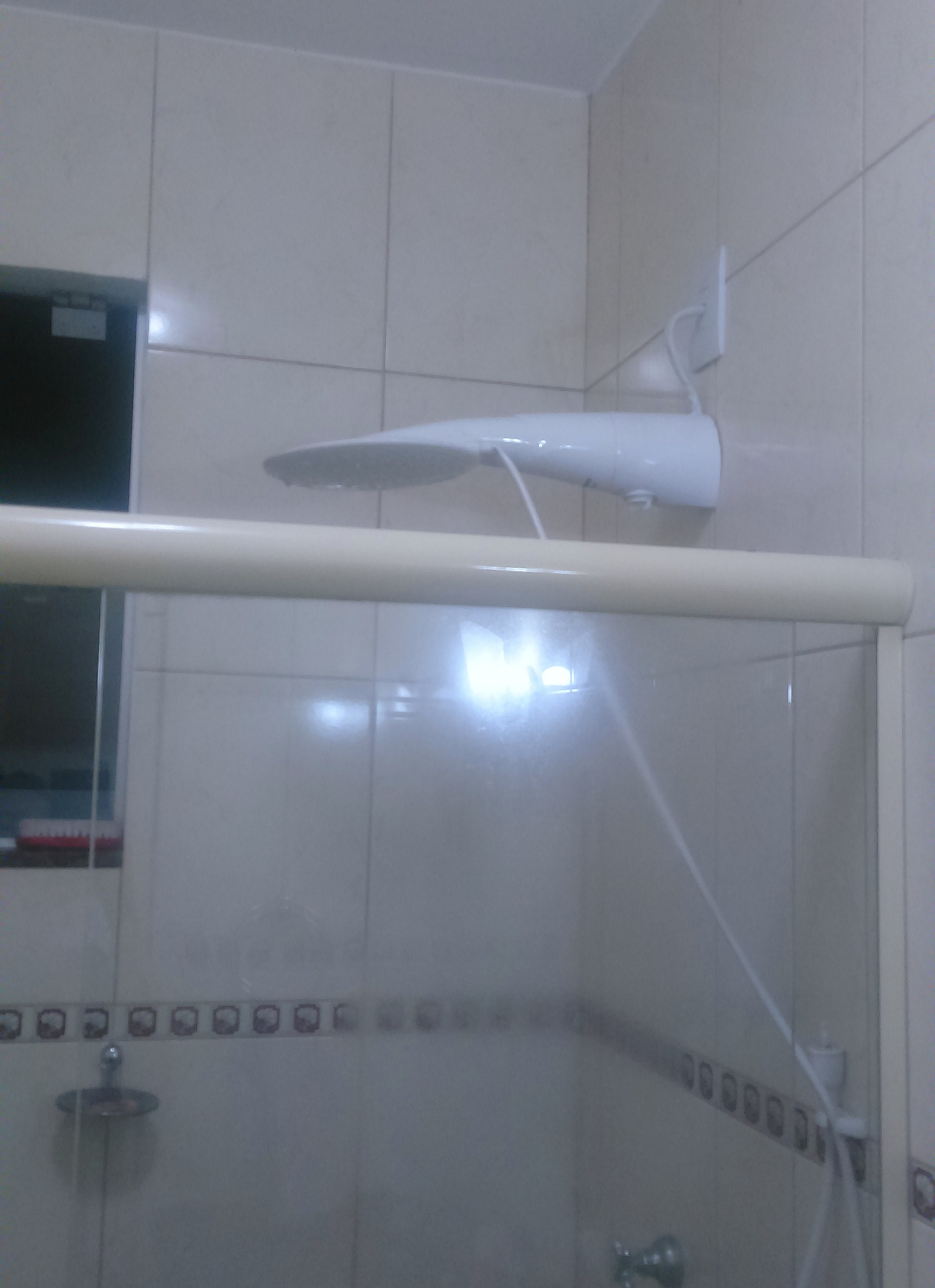
Douche électrique au Brésil

Une pièce humide est une pièce dans laquelle les activités génèrent beaucoup d'humidité. Ces pièces doivent être équipées d'une ventilation adaptée afin d’éviter que le sol ne soit glissant mais aussi de supprimer toute dégradation liée à l'humidité (moisissure, salpêtre, etc.).

## Description

### Logement
Dans un logement les pièces humides sont :
- la cuisine : essentiellement lors de la cuisson des aliments mais aussi lorsqu'on fait bouillir de l'eau pour préparer un thé par exemple[2] ;
- La cave : L'humidité dans la cave est un enjeu fréquent en raison de plusieurs facteurs intrinsèques à sa conception et à sa position [3]
- La salle de bains et la salle d'eau : La salle de bains est l’une des pièces les plus utilisées de la maison, et elle est constamment exposée à l’eau sous diverses formes, qu’il s’agisse de douches, de bains ou simplement de l’utilisation du lavabo. Cette exposition constante à l’eau crée un environnement propice à l’humidité dans la salle de bains[4].
- les toilettes ; essentiellement par la présence permanente d'eau, la taille, souvent réduite, de la pièce et le manque fréquent d'aération[2].
- Garage : L'humidité peut également être un problème dans un garage en raison de l'accumulation d'humidité due à la météo ou à des fuites d'eau. Il est important de surveiller et de gérer l'humidité dans cette zone pour éviter des problèmes comme la rouille et la moisissure[5].

### Industrie
Dans l'industrie on peut citer :
- Les salles de traite et les salles d'élevage de porcs ou les déjections des animaux peuvent souiller le sol alors que les machines électriques mal isolées peuvent engendrer des courants vagabonds ;
- Les salles de découpe de poissons ou de crustacés et les salles de nettoyage des légumes où le lavage à « grandes eaux » peuvent rendre le sol glissant ;
- Les conserveries ou la préparation des aliments nécessite beaucoup d'eau et les systèmes de transport utilisant souvent des moteurs électriques ;
- Les blocs opératoires où différents liquides peuvent tomber sur le sol[6].

## Sécurité

### Sécurité électrique
Du fait de la conductivité de l'eau « non pure » il est important que ces pièces humides soient équipées d'une liaison équipotentielle de tous les éléments métalliques et que tous appareils  utilisant de l’électricité soient protégées par un disjoncteur différentiel calibré à 30 mA pour éviter tout risque d'accident.
Effectuer la charge des téléphones en dehors des pièces humide pour éviter tout risque d'électrocution.

### Sécurité des déplacements
Un sol humide, du fait de la réduction de l’adhérence, peut être générateur d'accidents lors de déplacement, principalement si le port de charge réduit le champ de vision ou si les chaussures utilisées ne sont pas adaptées à ce manque d’adhérence.

## Santé
L'humidité de l'air réduit de facto le taux d’oxygène dans l'air bien qu'il soit une source de confort respiratoire vers un taux de 50% d'humidité relative, mais favorise aussi le déplacement des particules et des aérosols.

## Ventilation
Pour éviter tout problème lié à l’humidité (moisissure, salpêtre, etc.), les pièces humides doivent disposer d'une ventilation apte à assainir l’atmosphère lors des activités générant de la vapeur d'eau. Ceci peut être réalisé grâce à une ventilation simple vers l’extérieur (automatique ou électrique) si la disposition de la pièce le permet, mais en général, une extraction par VMC permet de renouveler l'air en permanence ou essentiellement si la pièce est très humide grâce à des « bouches hygroréglables ».
La recherche des économies d'énergie peut avoir pour effet le renforcement de l'isolation d'un local avec pour conséquence la suppression de toute circulation d'air frais rendant la ventilation inefficace. Prévoir, au moins, une entrée d'air suffisante, par exemple en bas de la porte d’accès au local.